# بک کندی
بکندی، روستایی از توابع بخش کوهین شهرستان قزوین در استان قزوین ایران است.

## جمعیت
این روستا در دهستان ایلات قاقازان غربی قرار دارد و بر اساس سرشماری مرکز آمار ایران در سال ۱۳۹۰، جمعیت آن ۱٬۱۱۷ نفر (۲۹۶ خانوار) بوده است.زبان مردم این روستا ترکی آذربایجانی است. این روستا در فاصله ۴۲ کیلومتری شهر قزوین واقع شده است.
تعزیه خوانی در حسینیه بکندی هر ساله در ایام تاسوعا و عاشورای حسینی برگزار می‌گردد
آب و هوای معتدل و کوهستانی از مزیت‌های این روستا است.